# 마애명문 단하시경
마애명문 단하시경은 대한민국 경기도 과천시 중앙동에 있다. 2009년 11월 9일 과천시의 향토유적 제6호로 지정되었다.

## 개요
과천향교에서 관악산을 오르는 자하동계곡에는 역사적 의미를 갖는 4종류의 암각문이 새겨져 있는 커다란 바위가 있다. 관악산의 아름다운 경치를 보며 시를 짓는 것을 기념한 단하시경(丹霞詩境), 자하동 입구라는 뜻의 자하동문(紫霞洞門), 흰구름처럼 마음대로 오간다는 뜻과 시를 쓰는 경지가 하늘에 닿는다는 의미의 백운산인 자하동천(白雲山人 紫霞洞天), 최치원의 시인 광분첩석(狂奔疊石)이 새겨져 있는데 이는 우암 송시열이 쓴 것으로 추정된다.